# Julia Riehm
Julia Riehm (* 1975 in Fürth) ist eine deutsche Veterinärmedizinerin und arbeitet als Brückenprofessorin für das Bayerische Landesamt für Gesundheit und Lebensmittelsicherheit München (LGL) und die Ludwig-Maximilians-Universität München (LMU).

## Leben und Wirken
Julia Riehm studierte von 1996 bis 2001 Veterinärmedizin an der Ludwig-Maximilians-Universität München und erhielt 2002 ihre Approbation als Tierärztin. Es schloss sich ein Promotionsstudium an der Tierärztlichen Fakultät der LMU mit den Schwerpunkten Mikrobiologie, Infektions- und Seuchenmedizin an, und sie erhielt ein DAAD-Stipendium am Western Fisheries Research Center in Seattle. Ihre Promotion erfolgte 2003. 2014 erfolgte ihre Habilitation zum Thema Infektionsmedizin und Zoonosen.
Riehm arbeitete als Wissenschaftliche Mitarbeiterin sowohl an der LMU, wo sie auch seit 2011 in der Lehre tätig ist, als auch als Oberstabsveterinärin am Institut für Mikrobiologie der Bundeswehr. Hier war sie ab 2008 am Institut für Mikrobiologie und ab 2015 als stellvertretende Abteilungsleitung Veterinärmedizin am Zentralinstitut des Sanitärdienstes der Bundeswehr tätig. Die Sachgebietsleitung Veterinärbakteriologie und bestandsspezifische Impfstoffe am Landesinstitut für Tiergesundheit II des LGL übernahm sie 2018.
Mit einem Team von Wissenschaftlern des Instituts für Mikrobiologie der Bundeswehr, der LMU München, der Universität Mainz und der Northern Arizona University konnte Riehm aus historischen Skeletten des 6. Jahrhunderts den Pesterreger im Justinianischen Zeitalter bestimmen und ihn durch ein ursprünglich für die Bioforensik entwickeltes molekularbiologisches Instrumentarium charakterisieren. Ihr gelang es, ihn anhand der genetischen Eigenschaften als Vorfahren des heutigen Pesterregers zu identifizieren.
Im Jahr 2023 nahm sie den Ruf auf eine neu geschaffene Brückenprofessur an, die in einem Kooperationsvertrag zwischen der Tierärztlichen Fakultät an der Ludwig-Maximilians-Universität München und dem Bayerischen Landesamt für Gesundheit und Lebensmittelsicherheit geschaffen worden war.

## Veröffentlichungen (Auswahl)
- Julia Ade, Julia M. Riehm, Julia Stadler, Corinna Klose, Yury Zablotski, Mathias Ritzmann, Dolf Kümmerlein: Antimicrobial Susceptibility from a One Health Perspective Regarding Porcine Escherichia coli from Bavaria, Germany. In: Antibiotics 2023 (Hrsg.): Epidemiology, Impact and Mitigation of Antimicrobial Resistance in Veterinary Medicine. 2. Auflage. 8. September 2023.https://doi.org/10.3390/antibiotics12091424
- Julia M. Riehm, Thomas Löscher: Human plague and pneumonic plague: Pathogenicity, epidemiology, clinical presentations and therapy. 2015. http://dx.doi.org/10.1007/s00103-015-2167-9
- Horst Thiermann, Kai Kehe, Julia M. Riehm, Lothar Zöller: Chemical and Biological Weapons and Their Regulation. 2014. http://dx.doi.org/10.1007/978-3-642-36206-4_121-2
- Michaela Harbeck, Lisa Seifert, Stephanie Hänsch, David M. Wagner, Dawn Birdsell, Katy L. Parise, Ingrid Wiechmann, Gisela Grupe, Astrid Thomas, Paul Keim, Lothar Zöller, Barbara Bramanti, Julia M. Riehm, Holger C. Scholz: Yersinia pestis DNA from Skeletal Remains from the 6th Century AD Reveals Insights into Justinianic Plague. 2013. https://doi.org/10.1371/journal.ppat.1003349
- Julia Margareta Franke: Charakterisierung von reptilienpathogenen Paramyxoviren und Analyse des prokaryotisch exprimierten partiellen Fusionsgens. In: Inaugural - Dissertation zur Erlangung der tiermedizinischen Doktorwürde der Tierärztlichen Fakultät der Ludwig-Maximilians-Universität München. Ludwig-Maximilians-Universität München, München 2003.